# Миодраг Митрович (футболист)
Миодраг Митрович е швейцарски футболист, вратар. Играч на Черно море

## Биография
От 2019 г. е играч на Черно море (Варна).

## Успехи
- Университатя

– Купа на Румъния сезон 2017/18